# Montecastello (Alessandria)
Montecastello (piemontesisch Moncasté) ist eine Gemeinde in der italienischen Provinz Alessandria (AL), Region Piemont.

## Lage und Einwohner
Die Gemeinde Montecastello liegt 12 Kilometer nordöstlich von der Provinzhauptstadt Alessandria in einer Flussschleife des Tanaro. Das in hügeliger Landschaft liegende Gemeindegebiet umfasst eine Fläche von 7 km² und hat 277 (Stand 31. Dezember 2023) Einwohner. 
Die Nachbargemeinden sind Alessandria, Bassignana, Pecetto di Valenza, Pietra Marazzi, Piovera und Rivarone.

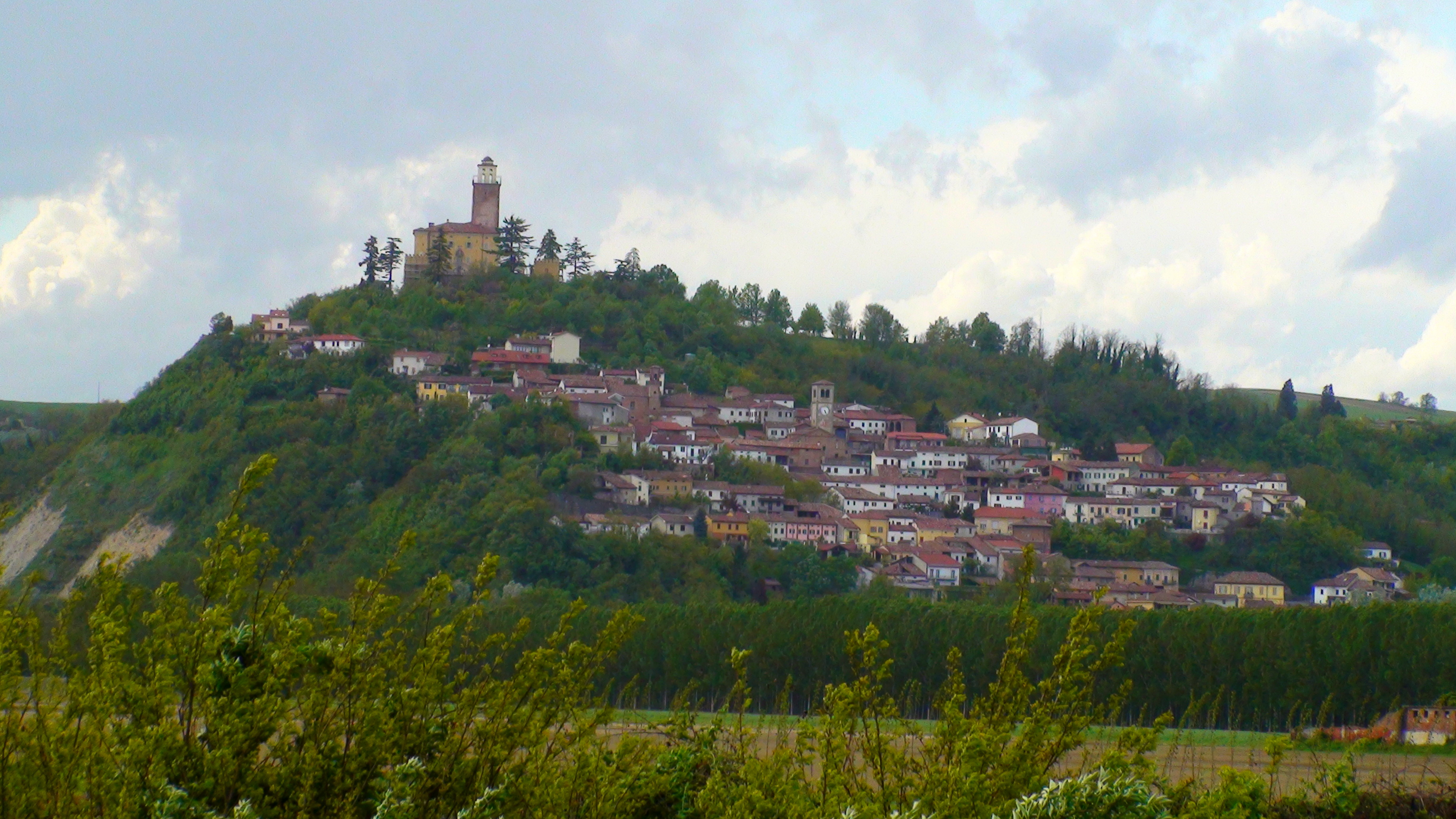
Panorama

## Geschichte

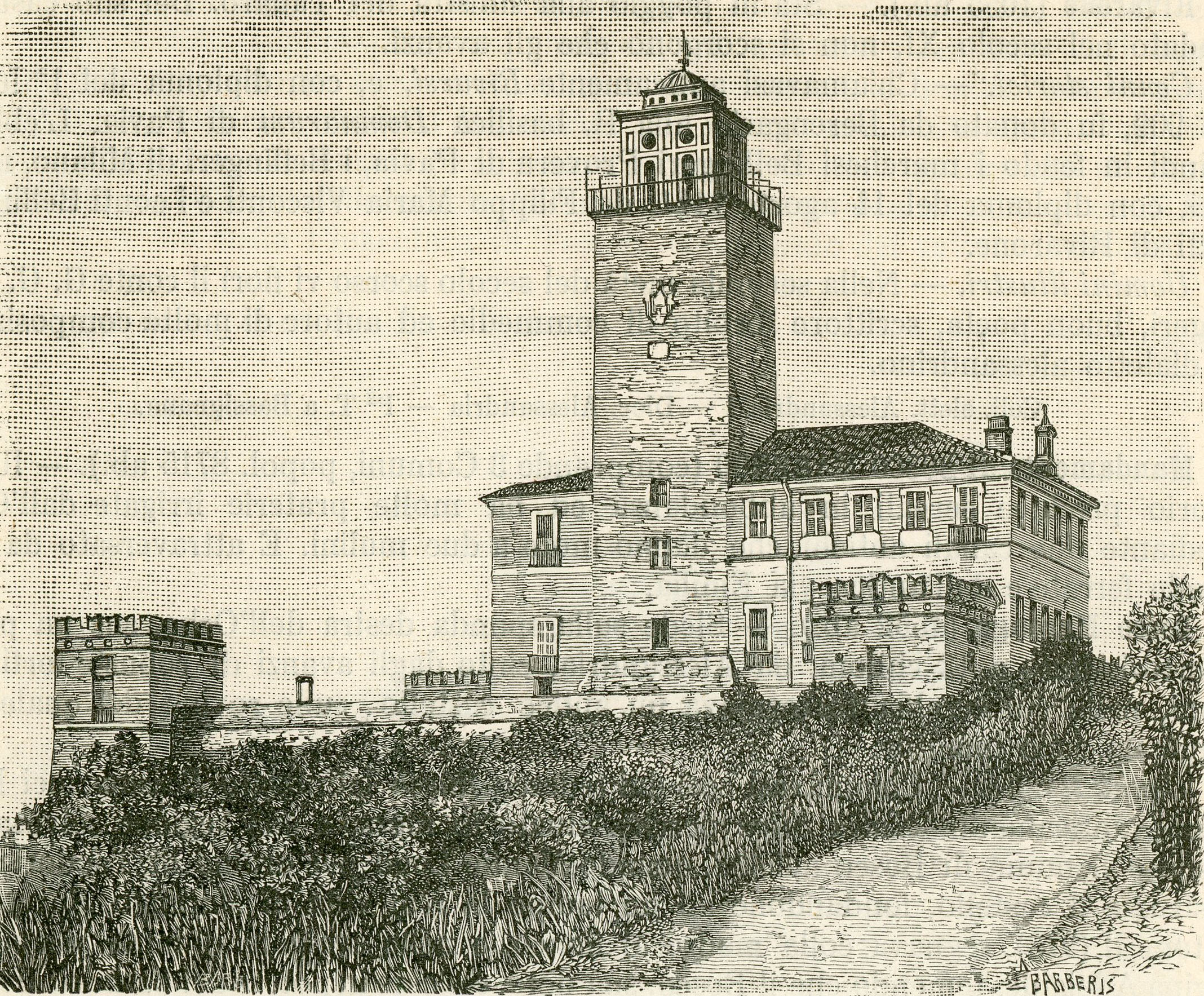
Die Burg von Montecastello 1890

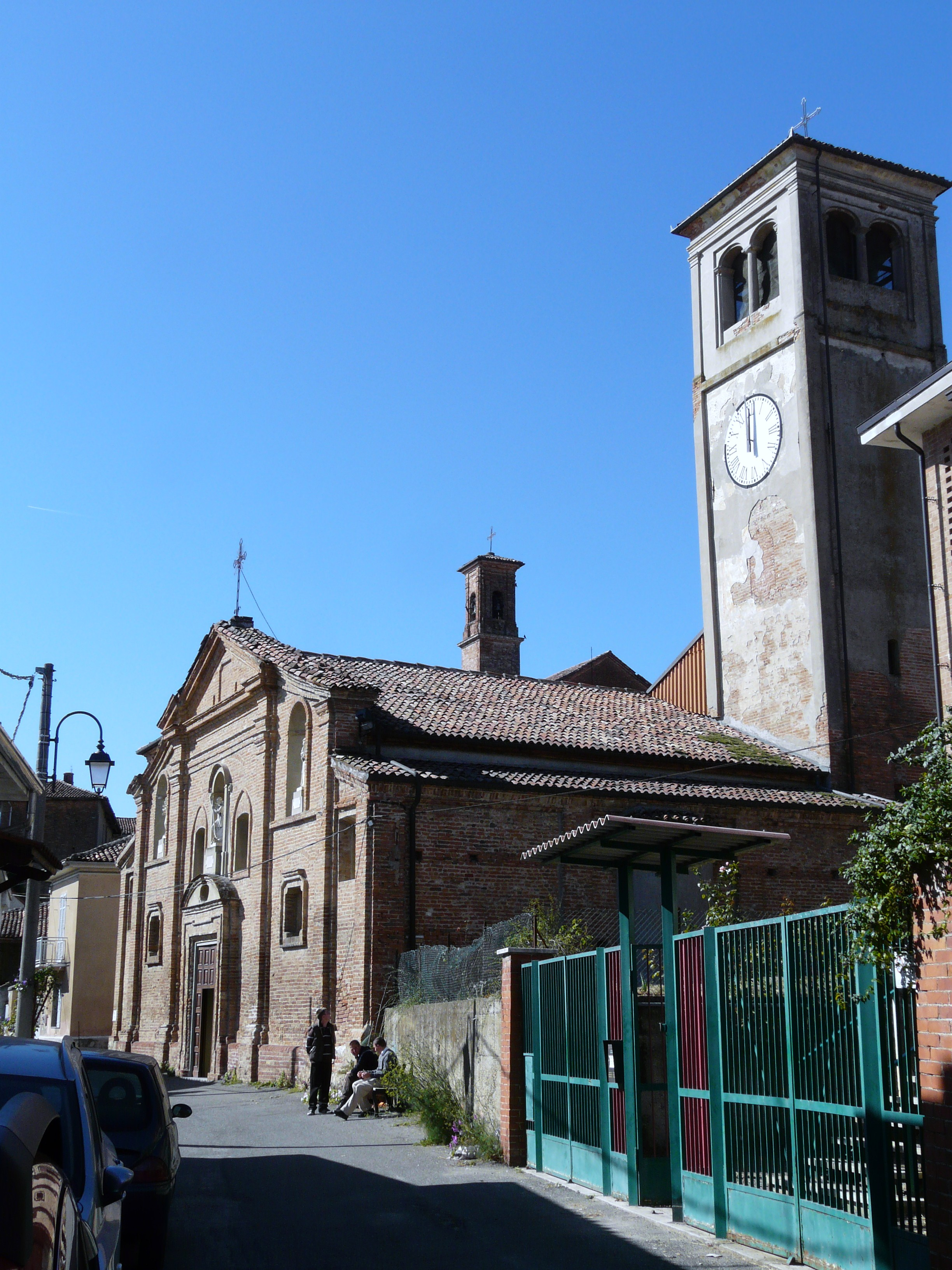
Die Kirche Santa Maria Ponzano

Im Jahr 967 wurde Montecastello von Otto I. an Aleramo vom Marquis del Bosco belehnt. Der Ortsname ist seit 1199 als „Montecastello“ bezeugt und setzt sich aus MONS und CASTELLUM zusammen. Eine in anderen Dokumenten gefundene Variante ist die von MONS CASTRUM. Es handelt sich wahrscheinlich um eine später von Historikern übernommene Form, da sie als klassisch gilt. Seine Ursprünge reichen höchstwahrscheinlich bis in die Jungsteinzeit zurück, wie einige in der Gegend gefundene Werkzeuge aus dieser Zeit belegen. Bestimmte Informationen über die Besiedlung gehen jedoch auf das 12. Jahrhundert zurück, als es im Besitz der Familie Bellingeri war, die es 1180 an die Gemeinde Alessandria überließ. 
Später wurde es Gegenstand von Kontroversen mit den Markgrafen von Monferrato, von denen Friedrich II. im Jahr 1223 die kaiserliche Herrschaft verlangte. Im Jahr 1297 wurde es an Alessandria abgetreten, zwei Jahrhunderte später wurde es von den Savoyern besetzt und anschließend an den Marquis Stampa von Mailand belehnt. 
Während der faschistischen Zeit verlor es seine Verwaltungsautonomie und wurde der nahegelegenen Gemeinde Pietra Marazzi angegliedert, von der es erst 1956 wieder unabhängig wurde.

## Sehenswürdigkeiten
- Die alte Burg, die von Barbakanenmauern umgeben ist und über einen imposanten und strengen Stil verfügt. Der älteste erhaltene Teil ist der Turm aus dem 11. oder 12. Jahrhundert. Im Inneren sind die monumentale Treppe und die 1739 erbaute Kapelle San Carlo hervorzuheben.[3]
- Die Pfarrkirche Santa Maria di Ponzano mit einer Fassade im neoklassizistischen Stil und feinen Marmoraltären.

## Kulinarische Spezialitäten
Bei Montecastello werden Reben der Sorte Barbera für die Herstellung des Barbera del Monferrato angebaut.